# Elaeocarpus hildebrandtii
Elaeocarpus hildebrandtii är en tvåhjärtbladig växtart som beskrevs av Henri Ernest Baillon. Elaeocarpus hildebrandtii ingår i släktet Elaeocarpus och familjen Elaeocarpaceae. Inga underarter finns listade i Catalogue of Life.